# Монастырщино
Монасты́рщино — село в Кимовском районе Тульской области России.
В рамках административно-территориального устройства входит в Милославский сельский округ Кимовского района, в рамках организации местного самоуправления входит в сельское поселение Епифанское.
В селе располагается мемориальный комплекс, посвящённый Куликовской битве (1380 год).

## Название
Своё название село получило от Донского монастыря в Москве, к которому оно было приписано.

## География
Село находится в месте слияния Непрядвы и Дона. По позднему, научно не подтверждённому преданию, на месте села был разбит лагерь Дмитрия Донского, а также захоронены павшие в битве русские воины.

## История
Не позднее 1791 года в селе имелась деревянная церковь, которая неоднократно перестраивалась. В 1880 году в селе торжественно отмечалась 500-летие Куликовской битвы. В 1889 году в Монастырщине была построена церковно-приходская школа. С 1901 года проводятся крестные ходы к месту сражения на Красном холме (так называемая «ставка Мамая», в 8 км от села). В 1980 году в селе отмечалось 600-летие битвы. К юбилею была организована музейная экспозиция и отреставрированы старые здания.

## Население
| 2002 | 2009 | 2010 |
| ---- | ---- | ---- |
| 250  | ↘176 | ↗199 |

## Достопримечательности
- Достопримечательностью села является православная церковь Рождества Богородицы (освящена в 1894 году[6]), аллея памяти городов участников Битвы, памятник Дмитрию Донскому (Комов, 1980).
- 19 сентября 2000 года в здании школы была открыта выставка «Поле русской славы». 11 июня 2005 года была открыта экспозиция «Руси великое начало», просуществовавшая более 11 лет. 3 августа 2017 года была открыта новая экспозиция «Дон. Вся история на берегах одной реки».